# Миёси, Эцуо
Эцуо Миёси (яп. 三好鋭郎, родился 16 декабря 1939 в Хигасикагаве) — японский предприниматель, почётный президент корпорации Swany, производящей перчатки, чемоданы и инвалидные коляски; один из известнейших эсперантистов Японии.

## Биография

### Предприниматель
Как предприниматель Миёси запатентовал в 1996 году чемодан Walkin’Bag с колёсами и длинной ручкой, за что в 2007 году получил премию от правительства за поставку товара на рынок. В 2009 году Союз туризма Хигасикагавы с предложения Миёси организовал ежегодную выставку кукол, проходящую в октябре: на выставке представлены куклы из разных регионов мира в традиционных костюмах. В 2013 году патронат над выставкой принял министр культуры Польши вместе с послом Польши в Японии. Насчитывается около 1500 кукол в коллекции, которую пополняют и эсперантисты.
Миёси является адептом религиозного движения (секты) Оомото, поддерживающего распространение эсперанто в мире, и его почётным членом. Также он является вице-президентом Ассоциации детского театра Кабуки.

### Эсперанто
С 1995 года Миёси изучал эсперанто, начав финансово поддерживать японское движение эсперантистов «Лебедь»; с того же года является председателем региональной ассоциации эсперантистов Хигасикагавы. В 2012 году был основан одноимённый фонд, направленный на развитие деятельности по изучению и овладеванию эсперанто в Европейском Союзе.
В 2002 и 2010 годах Миёси начал публиковать рекламу на эсперанто в различных журналах и газетах Европейского союза, в том числе и во французском издании Le Monde, за что в 2007 году был награждён премией Кэндзи Осаки Японского института эсперанто. С 2007 года — почётный член Европейского союза Эсперантистов, с 2012 года — почётный член польского общества «Europa Demokracja Esperanto». Миёси убеждён, что эсперанто является инструментом, облегчающим общение между людьми разных национальностей: по его словам, он изучал корейский и китайский языки, поскольку выпускал свою продукцию в этих странах, и на основе личного опыта сделал вывод, что благодаря эсперанто общение между иностранцами значительно упростится.
С 2001 года — директор Всемирного движения федералистов, поддерживает введение эсперанто как второго языка в каждом регионе мира. В 2011 году награждён за развитие польской культуры и эсперанто в Польше орденом Заслуг перед Республикой Польша 5 степени. По предложению Миёси в 2012 году в польском парламенте были организованы симпозиум и выставка «125 лет эсперанто».